# Нечаев, Виктор Петрович
Виктор Нечаев (28 января 1955, Куйбышевка-Восточная, Амурская область, СССР) — советский хоккеист, центрфорвард. Первый хоккеист в НХЛ из СССР.

## Биография
Родился на Дальнем Востоке, в семье военнослужащих. Спустя некоторое время родителей перевели в Новосибирск, где Нечаев начал играть в хоккей в школе «Сибири». С 17 лет — в команде мастеров «Сибирь». В 1972 году призван в молодёжную сборную СССР, с которой провёл несколько зарубежных сборов. Перед молодёжным ЧЕ-1973 был вызван снова в «молодёжку», но перед самой поездкой отчислен из сборной. Был приглашён Вячеславом Старшиновым в «Спартак». Провел несколько сборов, но уехал домой перед началом сезона 1973/74 из-за проблем с армейской службой.
Отыграв ещё сезон в «Сибири», переехал в Ленинград, в СКА, где проблем со службой уже не было. Нечаеву предлагали быть осведомителем спецслужб, но от таких предложений он отказывался. В феврале 1979 года ему выписали в команде два дисциплинарных нарушения, после чего Нечаев посчитал невозможным оставаться в клубе.
Выступал в первой лиге за «Бинокор» (Ташкент), «Металлург» (Череповец). Одновременно с этим решил, что жизнь в СССР его не устраивает. Женился на гражданке США Шерол Хэйглер (англ. Cheryl Haigler), с которой познакомился в 1977 году, выступая в Швейцарии на Кубке Шпенглера. В 1980 году заключил брак в Ленинграде. Нечаев не смог закончить ЛИИЖТ и перед защитой диплома получил свидетельство о неполном высшем образовании. Приехав в 1982 году в США (два года оформлял документы на выезд), получил американское гражданство. Тренируясь в Лос-Анджелесе с бывшими хоккеистами, познакомился с генеральным менеджером команды НХЛ «Лос-Анджелес Кингз» Джорджем Магуайром. После тренировочного лагеря 1,5 месяца играл в команде АХЛ «Нью-Хэвен Найтхокс». В НХЛ сыграл три матча, в игре против «Нью-Йорк Рейнджерс» забросил одну шайбу. После третьей игры, вместо предложенного ему контракта по схеме «2+1», Нечаев решил подписать договор только на один год, который как оказалось, не гарантировал ему место в основе «Кингз». Вскоре был переведён в клуб ИХЛ «Сагино Гирс», где выступал до конца сезона 1982/83. В одном из последних матчей получил травму спины, из-за которой некоторое время был обездвижен. Восстановившись, отказался играть за фарм-клуб и не стал рассматривать предложения других клубов НХЛ.
Летом 1983 года отдыхал в Германии, был на матчах чемпионата мира. Один из хоккейных функционеров Германии узнал его как «первого русского в НХЛ», предложил играть за клуб германской лиги «Дюссельдорф». В конце 1983 года в играх на КЕЧ играл против ЦСКА. В 1984 году развёлся с Хэйглер, в 1989 году женился на Ирине Лансман, в девятилетнем возрасте приехавшей с родителями в США с Украины. Дочь Саша (1993 г. р.), сын Грегори (1996 г. р.). По окончании сезона уехал в Лос-Анджелес, где с ленинградским другом Сергеем Левиным открыл русское телевидение. В начале 1990-х годов занимался шоу-бизнесом, рекламировал выступления в США артистов из экс-СССР.
В 1992—1994 годах был помощником наставника клуба ИХЛ «Милуоки Эдмиралс». Работал хоккейным агентом.